# Platylabops humilis
Platylabops humilis là một loài tò vò trong họ Ichneumonidae.